# Seladerma breviscutum
Seladerma breviscutum är en stekelart som beskrevs av Huang 1991. Seladerma breviscutum ingår i släktet Seladerma och familjen puppglanssteklar. Inga underarter finns listade i Catalogue of Life.